# فرانك أرتوس
غريغوري أرتوس فرانك هو ممثل ومخرج ومنتج ليبيري، ولد في يوم 4 مايو 1979. بدأ التمثيل في سنة 2008 وأشتهر في التمثيل بأفلام نولليوود في نيجيريا.

## روابط خارجية
- فرانك أرتوس على موقع IMDb (الإنجليزية)